# 11091 Thelonious
11091 Thelonious eller 1994 DP är en asteroid i huvudbältet som upptäcktes den 16 februari 1994 av Spacewatch vid Kitt Peak-observatoriet. Den är uppkallad efter den amerikanske jazzmusikern Thelonious Monk.
Asteroiden har en diameter på ungefär 8 kilometer.